# 에메랄드 강도 사건
에메랄드 강도 사건(Le Casse, The Burglars)은 이탈리아에서 제작된 앙리 베르누이 감독의 1971년 액션, 범죄, 스릴러 영화이다. 오마 샤리프 등이 주연으로 출연하였고 앙리 베르뇌유 등이 제작에 참여하였다.

## 출연

### 주연
- 오마 샤리프
- 쟝 뽈 벨몽도

### 조연
- 다이안 캐넌
- 로베르 오셍
- 니콜 칼팬

## 제작진
- 원작자: 데이빗 구디스
- 미술: 자크 솔니에